# ブラック・ダイヤモンド (象)

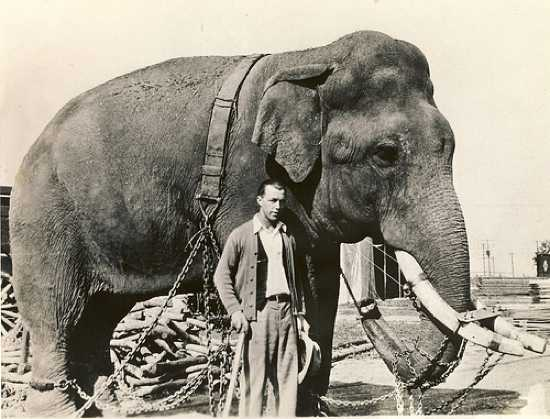
ブラック・ダイヤモンド

ブラック・ダイヤモンド（Black Diamond、1898年 - 1929年10月16日）は、アメリカ合衆国で飼育されていたオスのアジアゾウである。この象はその生涯中に4人の人間を死亡させる事故を起こし、最後には殺処分となった。

## 生涯
最初はドイツにあったカール・ハーゲンベックの動物園で飼育されていたが、1900年にアメリカ合衆国のジェントリー・ブラザーズ・サーカス（Gentry Bros. Circus）へ譲渡されたのを皮切りに、その後10か所以上のサーカスや動物農場を渡り歩くことになった。最終的にブラック・ダイヤモンドは、アル・G・バーンズサーカス（en:Al G. Barnes Circus）に落ち着いた。その体重は9トンに及び、飼育下のアジアゾウとしては最大級と言われていた。ブラック・ダイヤモンドは良い働き手だったが、癇癪を起こしやすい性質だったため、通常サーカスのパレードで街を練り歩くときには、おとなしいメスの象2頭の間に鎖で繋がれていた。
1929年10月12日、テキサス州のコルシカナ（en:Corsicana, Texas）で乗り物から降ろされている間に、ブラック・ダイヤモンドは大暴れして、かつて長期にわたってブラック・ダイヤモンドのトレーナーを務めていたH・D・プリチェット（H. D. "Curley" Pritchett）を負傷させた上に、プリチェットの当時の雇い主であったエヴァ・スピード・ドノヒュー（Mrs.Eva Speed DonohooまたはDonohue）を死なせてしまった。当時のタイム誌によると、プリチェットは1年半の間、コルシカナでドノヒュー夫人が経営する農場で働いていた。昔働いていたサーカスがブラック・ダイヤモンドとともにコルシカナの町を再び訪れることを知った彼は、雇い主のドノヒュー夫人にこの象を見せようとして、事故に遭遇したのだった。
ブラック・ダイヤモンドは、この事故以前にも人を死なせた経験があった。そのため、サーカスを存続させるためにはこの象の存在は危険すぎると看做され、殺処分の決定が下された。
ブラック・ダイヤモンドの殺処分のためにさまざまなアイディアが出されたが、最終的に射殺することに決まった。ヒューストン動物園（en:Houston Zoo）の飼育係を勤めていたハンス・ナイジェル（Hans Nagel）が「処刑係」に選ばれた。ブラック・ダイヤモンドは他の3頭の象の間に足枷をされた状態で綿畑に連行されて、2本の木の間に鎖で繋がれ、至近距離からライフルで撃たれた。ブラック・ダイヤモンドは苦痛の叫びを上げ、身を捩って逃れようとした。ナイジェルは射撃を続けたが、ブラック・ダイヤモンドが地面に倒れ伏すまでに、50発から100発以上の射撃が必要だった。
サーカス団の団員たちは、ブラック・ダイヤモンドの死に涙した。その後「処刑係」のナイジェルは、顔面蒼白になって家に急いで戻り、病床についてしまったという。
ブラック・ダイヤモンドの頭部は、ヒューストンの博物館に長期にわたって展示されていた。この骨は、後にコルシカナに住む実業家が入手したといわれる。また、ブラック・ダイヤモンドの脚のうち1本は、ハンス・ナイジェルをモデルにした胸像の台座にされたと伝えられている。
2006年に、シンガーソングライターのアル・エヴァンズ（Al Evans）は、この象を題材にして『ブラック・ダイヤモンドの歌』（Black Diamond's Song）を作っている。